# Скубіївка
Скубіївка (також Скубівка, Скобіївка) — колишнє село Новогеоргіївського району Кіровоградської області. Наприкінці 1950-х років, затоплене водами Кременчуцького водосховища.
Станом на 1946 рік, Скубіївка разом селами Сведлівка і Табурище входили до Табурищенської сільської ради.